# Atletica leggera ai Giochi della XVIII Olimpiade - 400 metri piani femminili

Video della Finale (immagini in B/N)
Video della Finale (filmato amatoriale a colori)

La competizione dei 400 metri piani femminili di atletica leggera ai Giochi della XVIII Olimpiade si è disputata nei giorni dal 15 al 17 ottobre 1964 allo Stadio Nazionale di Tokyo.

## L'eccellenza mondiale
| Primatista mondiale      | 51"9 1962 | Shin Kim Dan | Assente  |
| Primatista europea       | 53"4 1959 | Maria Itkina | Presente |
| Campionessa europea 1962 | 53"4      | Maria Itkina | Presente |

La Corea del Nord non è stata invitata ai Giochi, per cui la primatista mondiale Shin Kim Dan non può misurarsi con le avversarie.

## La gara
In batteria l'inglese Ann Packer batte il record europeo: 53"1. In semifinale abbatte il muro dei 53 secondi: 52"7.

Ann Packer è la grande favorita per l'oro. In finale la britannica si migliora ancora in 52"2, ma non può fare nulla contro la brillante Elizabeth Cuthbert, che fa segnare uno strepitoso 52" netti, che le vale anche il record olimpico. La Cuthbert aveva fatto poche gare durante la stagione e non aveva mostrato il suo enorme potenziale neanche durante i turni eliminatori.
Al quinto posto si classifica Maria Itkina, la prima vera specialista dei 400 m, detentrice del record del mondo dal 1957 al 1962, ma giunta già trentaduenne al suo primo appuntamento olimpico.

## Risultati

### Turni eliminatori
| 3 Batterie   | 15 ottobre | 23 partenti   | Si qualificano le prime 5. |
| 2 Semifinali | 16 ottobre | 8 + 7         | Si qualificano le prime 4. |
| Finale       | 17 ottobre | 8 concorrenti |                            |

### Batterie
| Pos. | Atleta                            | Nazione       | Tempo Ufficiale | Tempo Ufficioso |
| ---- | --------------------------------- | ------------- | --------------- | --------------- |
| 1    | Antónia Munkácsi                  | Ungheria      | 54"4            | 54"42           |
| 2    | Tilly van der Made-van der Zwaard | Paesi Bassi   | 54"8            | 54"86           |
| 3    | Betty Cuthbert                    | Australia     | 56"0            | n/d             |
| 4    | Joy Grieveson                     | Gran Bretagna | 56"8            | n/d             |
| 5    | Kiyoki Ogawa                      | Giappone      | 57"6            | n/d             |
| 6    | Stephie D'Souza                   | India         | 58"0            | n/d             |
| 7    | Erna Maisack                      | Germania      | 58"6            | n/d             |
| 8    | Ramazangiin Aldaa-nysh            | Mongolia      | 1'00"8          | n/d             |

| Pos. | Atleta              | Nazione          | Tempo Ufficiale | Tempo Ufficioso |
| ---- | ------------------- | ---------------- | --------------- | --------------- |
| 1    | Marija Itkina       | Unione Sovietica | 54"9            | 54"99           |
| 2    | Margret Buscher     | Germania         | 55"3            | 55"32           |
| 3    | Una Morris          | Giamaica         | 55"3            | 55"39           |
| 4    | Maeve Kyle          | Irlanda          | 55"4            | 55"42           |
| 5    | Janell Smith        | Stati Uniti      | 55"5            | 55"56           |
| 6    | Pat Kippax          | Gran Bretagna    | 55"5            | 55"57           |
| 7    | Abby Hoffman        | Canada           | 55"9            | 55"98           |
| 8    | Samruay Charonggool | Thailandia       | 1'04"0          | n/d             |

| Pos. | Atleta          | Nazione       | Tempo Ufficiale | Tempo Ufficioso |
| ---- | --------------- | ------------- | --------------- | --------------- |
| 1    | Ann Packer      | Gran Bretagna | 53"1            | 53"18           |
| 2    | Judy Amoore     | Australia     | 53"8            | 53"85           |
| 3    | Évelyne Lebret  | Francia       | 54"8            | n/d             |
| 4    | Gertrud Schmidt | Germania      | 55"1            | n/d             |
| 5    | Olga Kazi       | Ungheria      | 56"5            | n/d             |
| 6    | Mary Rajamani   | Malaysia      | 57"8            | n/d             |
| 7    | Han Myeong-Hui  | Corea del Sud | 58"7            | n/d             |

### Semifinali
| Pos. | Atleta           | Nazione       | Tempo Ufficiale | Tempo Ufficioso |
| ---- | ---------------- | ------------- | --------------- | --------------- |
| 1    | Ann Packer       | Gran Bretagna | 52"7            | 52"77           |
| 2    | Betty Cuthbert   | Australia     | 53"8            | n/d             |
| 3    | Antónia Munkácsi | Ungheria      | 54"0            | n/d             |
| 4    | Évelyne Lebret   | Francia       | 54"5            | n/d             |
| 5    | Joy Grieveson    | Gran Bretagna | 54"8            | n/d             |
| 6    | Una Morris       | Giamaica      | 54"9            | n/d             |
| 7    | Margret Buscher  | Germania      | 55"2            | n/d             |
| 8    | Kiyoki Ogawa     | Giappone      | 57"1            | n/d             |

| Pos. | Atleta                            | Nazione          | Tempo Ufficiale | Tempo Ufficioso |
| ---- | --------------------------------- | ---------------- | --------------- | --------------- |
| 1    | Judy Amoore                       | Australia        | 53"3            | 53"39           |
| 2    | Marija Itkina                     | Unione Sovietica | 53"5            | 53"50           |
| 3    | Tilly van der Made-van der Zwaard | Paesi Bassi      | 54"1            | 54"19           |
| 4    | Gertrud Schmidt                   | Germania         | 54"2            | 54"27           |
| 5    | Pat Kippax                        | Gran Bretagna    | 54"4            | n/d             |
| 6    | Janell Smith                      | Stati Uniti      | 54"5            | n/d             |
| 7    | Maeve Kyle                        | Irlanda          | 55"3            | n/d             |

### Finale
| Pos.    | Corsia | Atleta                            | Età | Nazione          | Tempo Ufficiale | Tempo Ufficioso |
| ------- | ------ | --------------------------------- | --- | ---------------- | --------------- | --------------- |
| Oro     | 2      | Betty Cuthbert                    | 26  | Australia        | 52"0            | 52"01           |
| Argento | 6      | Ann Packer                        | 22  | Gran Bretagna    | 52"2            | 52"20           |
| Bronzo  | 3      | Judy Amoore                       | 24  | Australia        | 53"4            | n/d             |
| 4       | 1      | Antónia Munkácsi                  | 25  | Ungheria         | 54"4            | n/d             |
| 5       | 5      | Marija Itkina                     | 32  | Unione Sovietica | 54"6            | n/d             |
| 6       | 4      | Tilly van der Made-van der Zwaard | 26  | Paesi Bassi      | 55"2            | n/d             |
| 7       | 7      | Gertrud Schmidt                   | 22  | Germania         | 55"4            | n/d             |
| 8       | 8      | Évelyne Lebret                    | 26  | Francia          | 55"5            | n/d             |